# Karl Kreibich (Politiker)

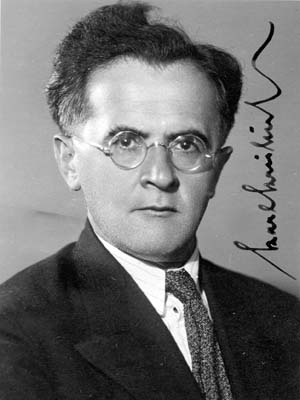
Karl Kreibich

Karl Kreibich (* 14. Februar 1883 in Zwickau in Böhmen, Österreich-Ungarn; † 2. August 1966 in Prag) war ein tschechoslowakischer Politiker, Herausgeber, Journalist, Schriftsteller und Diplomat deutscher Abstammung. Er hatte zahlreiche politische Ämter in der Tschechoslowakei inne und war Mitbegründer der Kommunistischen Partei der Tschechoslowakei.

## Leben
Karl Kreibich wurde als Sohn einer deutschböhmischen Arbeiterfamilie, die in der Sozialdemokratie organisiert war, in der kleinen Industriestadt Zwickau, nahe der deutschen Grenze, geboren. Seit 1897 lernte er jedoch regelmäßig die Tschechische Sprache.  Der junge Kreibich war zunächst ein Anhänger rechten Gedankengutes, von dem er sich aber früh löste und sich der Arbeiterbewegung anschloss. Während des Ersten Weltkrieges brachte er es bis zum Oberstleutnant der kaiserlich und königlich österreichischen Monarchie. Nach seiner Ausbildung an einer Handelsschule 1902 schloss er sich zunächst dem linken Flügel der SPÖ, der Sozialdemokratischen Partei Österreichs, an. In Reichenberg war er zudem  als Herausgeber der österreichischen Version der Parteizeitschrift Vorwärts tätig. Dort lernte er auch den Politiker Josef Strasser kennen, der sein Lehrer in marxistischer Ideologie wurde. 1918 avancierte er zum Führer der tschechoslowakischen Sektion der SPD. 1921 war er Mitbegründer der Kommunistischen Partei der Tschechoslowakei (KSČ). Kreibich war Mitglied des Exekutivkomitees der Kommunistischen Internationale 1921 und 1922. Als Abgeordneter diente er seiner Partei im Tschechoslowakischen Parlament von 1920 bis 1929 und als Senator von 1935 bis 1938. Edvard Beneš ernannte ihn von 1941 bis 1945 zum Mitglied des  Staatsrates der tschechoslowakischen Exilregierung in London. 1945 kehrte er in die Tschechoslowakei zurück. Von 1950 bis 1952 war er als Botschafter der ČSR in Moskau tätig.
Kreibich bekämpfte geistig das Sudetentum, da er davon eine Gefahr für den tschechoslowakischen Staat ausgehen sah. Auch schrieb er darüber, dass die Problematik mit den Deutschen nicht erst seit Hitler und Konrad Henlein bestünde, sondern schon die Jahrhunderte davor ein Problem der böhmischen bzw. tschechischen Bevölkerung sei. Er plädierte dafür, alle Deutschen ausnahmslos aus der Tschechoslowakei zu verbannen, auch wenn es dabei unschuldige treffen würde, so hätten die Deutschen seiner Meinung nach ja auch tausende unschuldiger Tschechen ermordet.
Seine Tochter Ilse Kreibich war mit dem Politiker  Jaromír Dolanský verheiratet, der für zwei Jahre tschechoslowakischer Finanzminister gewesen war. Der Nachlass von Kreibich liegt bis heute wissenschaftlich zum Großteil nicht erforscht in Archiven in Prag. Seine Autobiographie, bezogen auf die Jahre bis 1921, erschien posthum 1968. Kreibich sah sich selbst als Weltbürger.

## Schriften (Auswahl)
- Die Nationale Frage: Das Referat des Genossen Karl Kreibich, die Resolution und der Aufruf an das Proletariat der nichtdeutschen Nationen, 1921, Streitschrift.
- Des Volkes Sache ist nicht Henleins Sache, Sachbuch, 1937.
- Die Deutschen und die böhmische Revolution 1848, Sachbuch, 1952.
- Těsný domov - širý svět (Enge Heimat - Weite Welt), Autobiographie, 1968 (posthum).